# Yinchuan
För andra betydelser, se Yinchuan (olika betydelser).
Yinchuan, även stavat Yinchwan, är huvudstad i den huikinesiska autonoma regionen Ningxia i den nordvästra delen av Folkrepubliken Kina.
Staden har närmare 2 miljoner invånare och trots att den är huvudstad i en autonom region för huikineser utgörs befolkningsmajoriteten av hankineser.

## Historia
Orten har en historia som går tillbaka till första århundradet f.Kr. och har bytt namn flera gånger. Staden var huvudstad i tanguternas Xixia-rike. Under Mingdynastin och dess efterföljare Qing var staden en prefektur under namnet Ningxia. Orten fick sitt nuvarande namn när områden som tillhört häradet Helan bröts ut 1945 för att bilda staden Yichuan.
Yinchuan blev huvudstad i den nygrundade provinsen Ningxia år 1928 och var detta fram till 1954, då provinsen avskaffades. 1958 återfick staden sin status när den autonoma regionen Ningxia etablerades.

## Administrativ indelning
Yinchuan består av tre stadsdistrikt, två härad och en stad på häradsnivå:
- Stadsdistriktet Jinfeng (金凤区), 290 km², 130 000 invånare, säte för stadsfullmäktige;
- Stadsdistriktet Xingqing (兴庆区), 768 km², 390 000 invånare;
- Stadsdistriktet Xixia (西夏区), 987 km², 200 000 invånare;
- Häradet Yongning (永宁县), 1 295 km², 200 000 invånare;
- Häradet Helan (贺兰县), 1 600 km², 180 000 invånare;
- Staden Lingwu (灵武市), 4 639 km², 230 000 invånare.

## Klimat
Genomsnittlig årsnederbörd är 307 millimeter. Den regnigaste månaden är juli, med i genomsnitt 80 mm nederbörd, och den torraste är december, med 1 mm nederbörd.